# Leonardo Lavalle
Leonardo Lavalle Moreno (Mexico-Stad, 14 juli 1967) is een voormalig tennisser uit Mexico.
Lavalle was tussen 1985 en 1999 actief op de ATP-Tour.Hij won in het enkelspel het ATP-toernooi van Tel Aviv in 1991.
In het dubbelspel was hij vijf keer toernooiwinnaar en vijf keer verliezend finnalist.
Bij de junioren won Lavalle in 1984 aan de zijde van Mihnea-Ion Năstase de dubbeltitel bij het juniorentoernooi van de US Open en in 1985 won hij de titel op het gras van Wimbledon in het enkelspel.

## Palmares

### Enkelspel
| Nr.              | Datum           | Toernooi     | Ondergrond | Tegenstander in finale | Score         | Details |
| ---------------- | --------------- | ------------ | ---------- | ---------------------- | ------------- | ------- |
| Gewonnen finales |                 |              |            |                        |               |         |
| 1.               | 13 oktober 1991 | ATP Tel Aviv | Hardcourt  | Christo van Rensburg   | 6-2, 3-6, 6-3 | Details |
| Verloren finales |                 |              |            |                        |               |         |
| 1.               | 23 oktober 1988 | GP Frankfurt | Tapijt (i) | Tim Mayotte            | 6-0, 6-7, 1-6 | Details |

### Dubbelspel
| Nr.                           | Datum            | Toernooi          | Ondergrond | Partner         | Tegenstanders in finale           | Score              | Details |
| ----------------------------- | ---------------- | ----------------- | ---------- | --------------- | --------------------------------- | ------------------ | ------- |
| Gewonnen finales heren dubbel |                  |                   |            |                 |                                   |                    |         |
| 1.                            | 12 oktober 1986  | ATP Scottsdale    | Hardcourt  | Mike Leach      | Scott Davis David Pate            | 7–6, 6–4           | Details |
| 2.                            | 4 oktober 1987   | ATP Palermo       | Gravel     | Claudio Panatta | Petr Korda Tomáš Šmíd             | 3–6, 6–4, 6–4      | Details |
| 3.                            | 4 maart 1990     | ATP Rotterdam     | Tapijt (i) | Jorge Lozano    | Diego Nargiso Nicolas Pereira     | 6-3, 7-6           | Details |
| 4.                            | 28 februari 1993 | ATP Mexico-Stad   | Gravel     | Jaime Oncins    | Horacio de la Peña Jorge Lozano   | 7-6, 6-4           | Details |
| 5.                            | 5 maart 1995     | ATP Mexico-Stad   | Gravel     | Javier Frana    | Marc-Kevin Goellner Diego Nargiso | 7-5, 6-3           | Details |
| Verloren finales heren dubbel |                  |                   |            |                 |                                   |                    |         |
| 1.                            | 13 mei 1990      | ATP Kiawah Island | Gravel     | Jim Grabb       | Scott Davis David Pate            | 2–6, 3–6           | Details |
| 2.                            | 6 juli 1991      | Wimbledon         | Gras       | Javier Frana    | John Fitzgerald Anders Järryd     | 3-6 4-6 7-6(7) 1-6 | Details |
| 3.                            | 13 oktober 1991  | ATP Tel Aviv      | Hardcourt  | Javier Frana    | David Rikl Michiel Schapers       | 2-6 7-6 3-6        | Details |
| 4.                            | 3 november 1991  | ATP Búzios        | Hardcourt  | Javier Frana    | Sergio Casal Emilio Sánchez       | 6-4 3-6 4-6        | Details |
| 5.                            | 18 april 1993    | ATP Charlotte     | Gravel     | Javier Frana    | Rikard Bergh Trevor Kronemann     | 1-6 2-6            | Details |

## Prestatietabellen
| Legenda | Legenda                          |
| ------- | -------------------------------- |
| g.t.    | geen toernooi gehouden           |
| l.c.    | lagere categorie                 |
| –       | niet deelgenomen                 |
| G       | uitgeschakeld in de groepsfase   |
| 1R      | uitgeschakeld in de eerste ronde |
| 2R      | uitgeschakeld in de tweede ronde |
| 3R      | uitgeschakeld in de derde ronde  |
| 4R      | uitgeschakeld in de vierde ronde |
| KF      | uitgeschakeld in de kwartfinale  |
| HF      | uitgeschakeld in de halve finale |
| F       | de finale verloren               |
| W       | het toernooi gewonnen            |
| w-v     | winst/verlies-balans             |

### Prestatietabel grand slam, enkelspel
| Toernooi        | 1985 | 1986 | 1987 | 1988 | 1989 | 1990 | 1991 | 1992 | 1993 | 1995 |
| --------------- | ---- | ---- | ---- | ---- | ---- | ---- | ---- | ---- | ---- | ---- |
| Australian Open | 2R   | g.t. | 1R   | –    | 4R   | 2R   | 1R   | 1R   | 1R   | –    |
| Roland Garros   | –    | 1R   | –    | 1R   | 3R   | –    | 1R   | –    | –    | –    |
| Wimbledon       | –    | 1R   | –    | –    | 1R   | –    | –    | 2R   | –    | –    |
| US Open         | 1R   | 2R   | –    | 1R   | 1R   | –    | –    | 2R   | –    | 1R   |

### Prestatietabel grand slam, dubbelspel
| Toernooi        | 1985 | 1986 | 1987 | 1988 | 1989 | 1990 | 1991 | 1992 | 1993 | 1994 | 1995 | 1996 |
| --------------- | ---- | ---- | ---- | ---- | ---- | ---- | ---- | ---- | ---- | ---- | ---- | ---- |
| Australian Open | 3R   | g.t. | 2R   | –    | 1R   | 2R   | 2R   | 1R   | 1R   | 1R   | –    | 2R   |
| Roland Garros   | –    | 2R   | –    | HF   | 1R   | –    | HF   | 3R   | –    | 1R   | –    | –    |
| Wimbledon       | –    | –    | 1R   | 1R   | HF   | HF   | F    | 3R   | –    | –    | 1R   | –    |
| US Open         | –    | 1R   | 1R   | 2R   | 2R   | 1R   | 3R   | 2R   | –    | –    | 1R   | 2R   |